# 別宮村
別宮村（べっくむら）は石川県能美郡にあった村。現在の白山市南部、手取川支流の大日川流域にあたる。

## 地理
- 山 ： 岳峰、大倉岳
- 河川 ： 大日川

## 歴史
- 1889年（明治22年）4月1日 - 町村制の施行により、能美郡別宮村、別宮出村、杉森村、相滝村、柳原村、五十谷村、野地村、渡津村、左礫村、三ツ瀬村、数瀬村、阿手村及び神子清水村の区域をもって能美郡別宮村が発足。
- 1907年（明治40年）8月5日 - 能美郡別宮村、河野村及び吉原村が合併して、能美郡鳥越村が発足する。